# ورنر اکلوف
ورنر اکلوف (فنلاندی: Verner Eklöf; ۸ مارس ۱۸۹۷ – ۲ دسامبر ۱۹۵۵) بازیکن فوتبال اهل فنلاند بود.
از باشگاه‌هایی که در آن بازی کرده‌است می‌توان به باشگاه فوتبال هلسینکی اشاره کرد.
وی همچنین در تیم ملی فوتبال فنلاند بازی کرده‌است.